# Diaspora armena

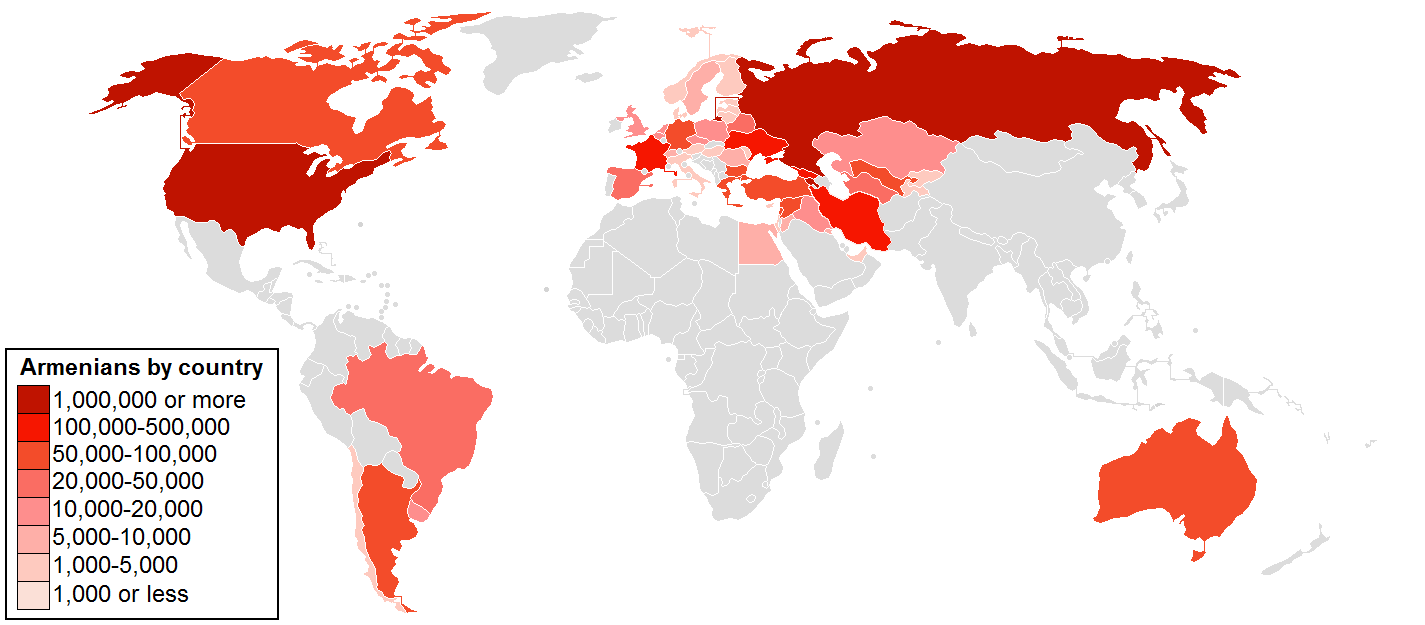
La mappa mostra la densità di popolazione armena nei vari stati mondiali a seguito della diaspora: rosso scuro: maggiore densità; chiaro: minore.

Per diaspora armena (in armeno: Հայկական սփյուռք Haykakan spyurk' ) s'intendono le comunità armene che vivono al di fuori dell'Armenia, del Nagorno-Karabakh e dei territori storicamente popolati da armeni.
La moderna diaspora ha avuto inizio dopo il genocidio armeno degli inizi del XX secolo, perpetrato da parte dell'Impero ottomano.

## Distribuzione geografica

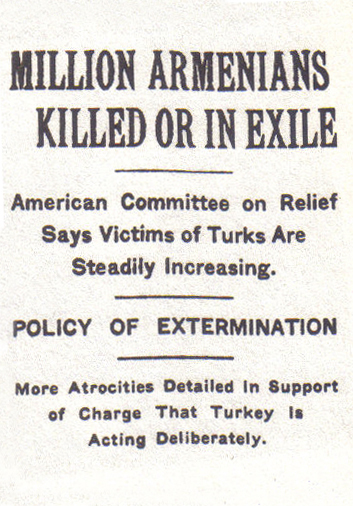
Un articolo sul New York Times sul genocidio e la diaspora armeni, 15 dicembre 1915

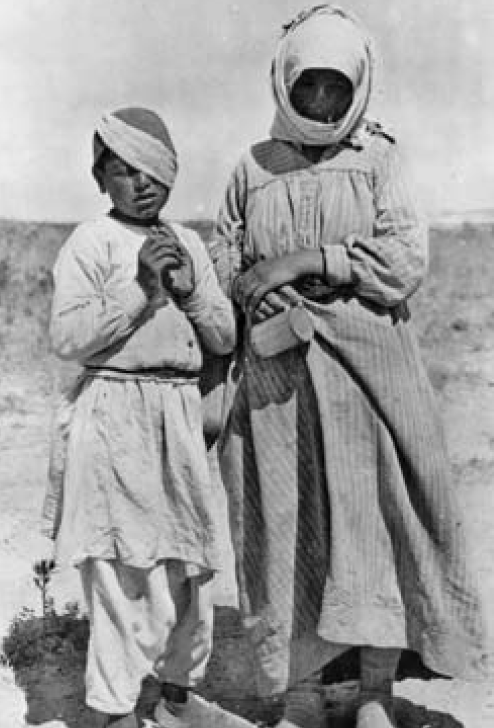
Una rifugiata armena con il figlio (1919)

Dopo aver dato luogo alla diaspora gli armeni sono attualmente presenti con le loro comunità in diversi stati in tutto il mondo. All'interno della comunità armena esiste una classificazione non ufficiale di differenti tipi di armeni. Gli armeni provenienti dall'Iran sono indicati come Parska-Hye, gli armeni provenienti dal Libano sono usualmente indicati come Lipana-Hye mentre gli armeni originari della madre-patria sono annoverati con il termine Hyeastansei ovvero coloro che vengono dall'Armenia.
In generale, gli originati dell'Armenia dell'Iran e della Russia parlano dialetti orientali mentre gli armeni della diaspora parlano dialetti dell'Armenia occidentale. I dialetti sono molto diversi, comunque armeni di differente dialetto possono intendersi senza difficoltà. Esiste anche una comunità armena in Albania.
Una piccola comunità armena esiste da più di un millennio in Terra santa, e uno dei quattro quartieri del centro storico di Gerusalemme è il Quartiere Armeno.

## Origini

### Dispersione degli armeni di Cilicia
Nel 1375 ebbe termine la sovranità armena in Cilicia, quando i Mamelucchi d'Egitto, approfittarono della sua debolezza per invaderla.
Ma questi non furono in grado di mantenerne il possesso; tribù turche penetrarono nella regione e vi si stabilirono, anticipando la conquista della Cilicia da parte di Tamerlano. Molti armeni furono uccisi, altri scapparono e si stabilirono in diversi paesi dell'Europa orientale, nei Balcani, in Medio Oriente e in città come Mosca e Soči in Russia, Odessa, Sebastopoli e Crimea in Ucraina, Tbilisi e Batumi in Georgia, Plovdiv in Bulgaria, Atene in Grecia, Beirut nel Libano e Aleppo in Siria. A Gerusalemme si rifugiò un'importante comunità che diede origine al Quartiere Armeno. Altri si trasferirono a Cipro, che rimase sotto il governo veneziano fino al 1489.
Solo gli armeni più umili rimasero in Cilicia, conservarondo così la presenza armena nella regione fino al genocidio armeno del 1915.
I loro discendenti si dispersero nella diaspora armena ed il catolicosato della Grande Casa di Cilicia si trova ora ad Antelias, in Libano.

### Durante l'impero ottomano
Verso la fine del XIX secolo alcune zone dell'Impero Ottomano, abitate da popolazione di origine armena, soprattutto nell'Anatolia, si erano sollevate contro l'Impero. Negli anni 1894-1896 vi fu il primo genocidio armeno, relativo alla campagna contro gli armeni condotta dal sultano ottomano Abdul Hamid II e posto in essere dall'esercito ottomano, affiancato da milizie irregolari curde. Grazie all'invenzione del telegrafo nel 1890, la notizia dei massacri si diffuse velocemente in tutto il mondo, causando la condanna dell'accaduto da parte di gran parte delle nazioni civilizzate.
In quegli ultimi anni del secolo diverse centinaia di migliaia di armeni si stabilirono nell'Europa occidentale (in particolare in Francia, Germania, Italia e Paesi Bassi) e nelle Americhe, in particolare negli Stati Uniti d'America dove è presente una forte comunità.